# Rebollo (Segovia)
Rebollo ist eine Gemeinde (municipio) in der spanischen Provinz Segovia. Sie liegt im Süden der Autonomen Region Kastilien und León, an der Nordwestabdachung der Sierra de Guadarrama. Rebollo hat 74 Einwohner (Stand: 2024). 

## Geographie
Rebollo liegt etwa 35 Kilometer nordwestlich vom Stadtzentrum von Segovia in einer Höhe von ca. 990 m. 
Rebollo befindet sich innerhalb der Zone des kontinentalen mediterranen Klimas. Im Winter gibt es mehr Niederschlag als im Sommer, der Jahresgesamtniederschlag beträgt 656 mm.

## Bevölkerungsentwicklung
| Jahr      | 1970 | 1981 | 1991 | 2001 | 2011 | 2021 |
| Einwohner | 250  | 183  | 157  | 118  | 102  | 74   |

## Sehenswürdigkeiten
- Kirche Mariä Himmelfahrt

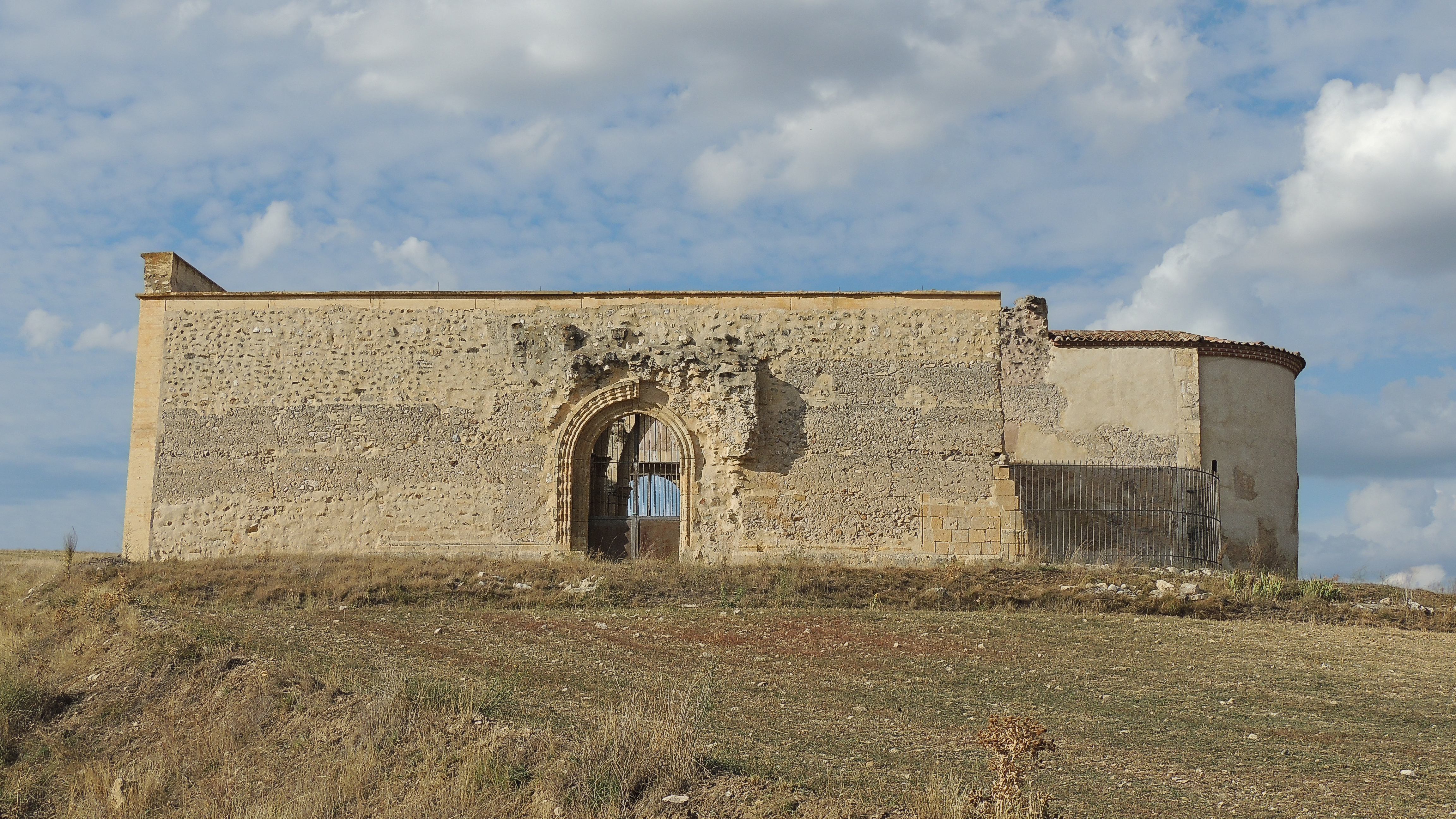
Kapelle Mariä Schnee

- Kapelle Mariä Schnee